# Orientierungslauf-Juniorenweltmeisterschaften 1995
Die 6. Orientierungslauf-Juniorenweltmeisterschaften fanden vom 9. Juli bis 12. Juli 1995 in der Gegend von Horsens in Dänemark statt.

## Junioren

### Kurzdistanz
| Platz | Land | Athlet           | Zeit      |
| ----- | ---- | ---------------- | --------- |
| 1     | HUN  | Gábor Domonyik   | 25:50 min |
| 2     | CZE  | Tomáš Zakouřil   | 26:34 min |
| 3     | RUS  | Michail Mamlejew | 26:45 min |
| 4     | RUS  | Roman Efimow     | 26:48 min |
| 5     | DEN  | Troels Nielsen   | 27:05 min |
| 6     | FIN  | Jani Lakanen     | 27:22 min |
| 6     | FIN  | Petteri Laitinen | 27:22 min |
| 8     | NOR  | Jørgen Rostrup   | 27:38 min |

Kurzdistanz:

Ort: Grund

Länge: 4,675 km

Steigung: 165 m

Posten: 11

### Langdistanz
| Platz | Land | Athlet           | Zeit      |
| ----- | ---- | ---------------- | --------- |
| 1     | HUN  | Gábor Domonyik   | 1:10:02 h |
| 2     | RUS  | Michail Mamlejew | 1:12:41 h |
| 3     | FIN  | Jani Lakanen     | 1:13:04 h |
| 4     | AUS  | Tom Quayle       | 1:13:06 h |
| 5     | CZE  | Tomáš Zakouřil   | 1:13:14 h |
| 6     | RUS  | Jewgeni Fadejew  | 1:13:46 h |
| 7     | SWE  | Kalle Dalin      | 1:14:24 h |
| 8     | RUS  | Igor Klimow      | 1:14:32 h |

Langdistanz:

Ort: Velling

Länge: 11,5 km

Steigung: 505 m

Posten: 21

### Staffel
| Platz | Land | Athleten                                       | Zeit      |
| ----- | ---- | ---------------------------------------------- | --------- |
| 1     | DEN  | Jesper Damgaard Mads Ingvardsen Troels Nielsen | 2:17:23 h |
| 2     | HUN  | Kolos Vajda Lajos Sárecz Gábor Domonyik        | 2:18:01 h |
| 3     | FIN  | Ville Repo Jarkko Huovila Miika Hernelahti     | 2:18:07 h |
| 4     | GBR  | Jonathan Duncan Sigmund Gould Jamie Stevenson  | 2:21:58 h |
| 5     | SUI  | Urs Altorfer Donatus Schnyder Matthias Gilgien | 2:24:26 h |
| 6     | SWE  | Rikard Claesson Emil Wingstedt Kalle Dalin     | 2:24:32 h |
| 7     | CZE  | Rikard Pleticha Lubos Mateju Tomáš Zakouřil    | 2:24:46 h |
| 8     | RUS  | Roman Efimow Michail Mamlejew Jewgeni Fadejew  | 2:24:50 h |

Staffel:

## Juniorinnen

### Kurzdistanz
| Platz | Land | Athletin           | Zeit      |
| ----- | ---- | ------------------ | --------- |
| 1     | DEN  | Christina Grøndahl | 24:47 min |
| 2     | GER  | Karin Schmalfeld   | 25:48 min |
| 3     | CZE  | Iva Navratilova    | 26:50 min |
| 3     | FIN  | Tiina Jukkola      | 26:50 min |
| 5     | ROU  | Zsuzsa Fey         | 27:14 min |
| 6     | SWE  | Annika Björk       | 27:40 min |
| 7     | SUI  | Sabine Gilgien     | 27:50 min |
| 8     | POL  | Aneta Jabłońska    | 27:51 min |

Kurzdistanz:

Ort: Grund

Länge: 3,52 km

Steigung: 125 m

Posten: 10

### Langdistanz
| Platz | Land | Athletin           | Zeit      |
| ----- | ---- | ------------------ | --------- |
| 1     | DEN  | Christina Grøndahl | 1:00:24 h |
| 2     | CZE  | Lenka Čechová      | 1:01:51 h |
| 3     | CZE  | Kateřina Mikšová   | 1:02:37 h |
| 4     | ROU  | Enikö Fey          | 1:03:18 h |
| 5     | POL  | Ewa Kozłowska      | 1:03:49 h |
| 6     | SWE  | Annika Björk       | 1:03:52 h |
| 7     | NOR  | Ragnhild Myrvold   | 1:04:13 h |
| 8     | FIN  | Paula Haapakoski   | 1:04:29 h |

Langdistanz:

Ort: Velling

Länge: 7,8 km

Steigung: 325 m

Posten: 13

### Staffel
| Platz | Land | Athletinnen                                          | Zeit      |
| ----- | ---- | ---------------------------------------------------- | --------- |
| 1     | CZE  | Kateřina Mikšová Katerina Pracna Eva Juřeníková      | 1:50:20 h |
| 2     | SWE  | Maria Dalin Kristin Backåkers Annika Björk           | 1:53:10 h |
| 3     | SUI  | Susi Widler Susanne Wehrli Sara Wegmüller            | 1:54:45 h |
| 4     | FIN  | Tiina Jukkola Hanna Heiskanen Paula Haapakoski       | 1:55:03 h |
| 5     | ROU  | Einkö Gall Zsuzsa Fey Enikö Fey                      | 1:59:48 h |
| 6     | DEN  | Pernille Husen Merete Bigum Christina Grøndahl       | 2:02:43 h |
| 7     | POL  | Ewa Kozłowska Malgorzata Stankiewicz Aneta Jabłońska | 2:03:18 h |
| 8     | GER  | Brit Conrad Katja Bumann Karin Schmalfeld            | 2:04:01 h |

Staffel:

## Medaillenspiegel
| Platz | Land        | Gold | Silber | Bronze | Gesamt |
| ----- | ----------- | ---- | ------ | ------ | ------ |
| 1     | Schweden    | 3    | –      | –      | 3      |
| 2     | Ungarn      | 2    | 1      | –      | 3      |
| 3     | Tschechien  | 1    | 2      | 2      | 5      |
| 4     | Russland    | 1    | 1      | –      | 2      |
| 5     | Deutschland | –    | 1      | –      | 1      |
| 5     | Schweden    | –    | 1      | –      | 1      |
| 7     | Finnland    | –    | –      | 3      | 3      |
| 8     | Schweiz     | –    | –      | 1      | 1      |